# Tataia
Tataia este o revistă de folclor românesc contemporan din România lansată în mai 2010.
Publicația este un proiect al Asociației „Noi facem bine”, un ONG care are ca scop contribuția la schimbarea în bine a percepției față de cultură și identitatea națională.
Revista apare trimestrial, și a avut un tiraj de 5.000 de exemplare la primul număr.